# Paul Klee
Ernst Paul Klee (AFI: /paʊ̯l ˈkleː/; Münchenbuchsee, 25 dicembre 1890 – Muralto, 29 giugno 1940) è stato un pittore tedesco con cittadinanza svizzera.
Figura emergente dell'arte del XX secolo, nel periodo della sua formazione Paul Klee sì occupò di musica, poesia, pittura, scegliendo infine quest'ultima forma di espressione come ambito privilegiato e dando così inizio ad una tra le più alte e feconde esperienze artistiche del Novecento. Si mantenne comunque anche con i proventi derivati dalla sua attività di violinista presso l'Orchestra di Berna.
Esponente dell'astrattismo, considerava l'arte un discorso sulla realtà e non una sua semplice riproduzione. Nelle sue opere la realtà è quindi rarefatta, resa essenziale, talvolta ridotta a semplici linee o campiture colorate. La sua inesausta ricerca si manifesta anche attraverso la scelta dei supporti, che vanno dalla tradizionale tela alla carta di giornale, alla juta, a cartoncini di ogni qualità e spessore.

## Biografia
(Clement Greenberg)

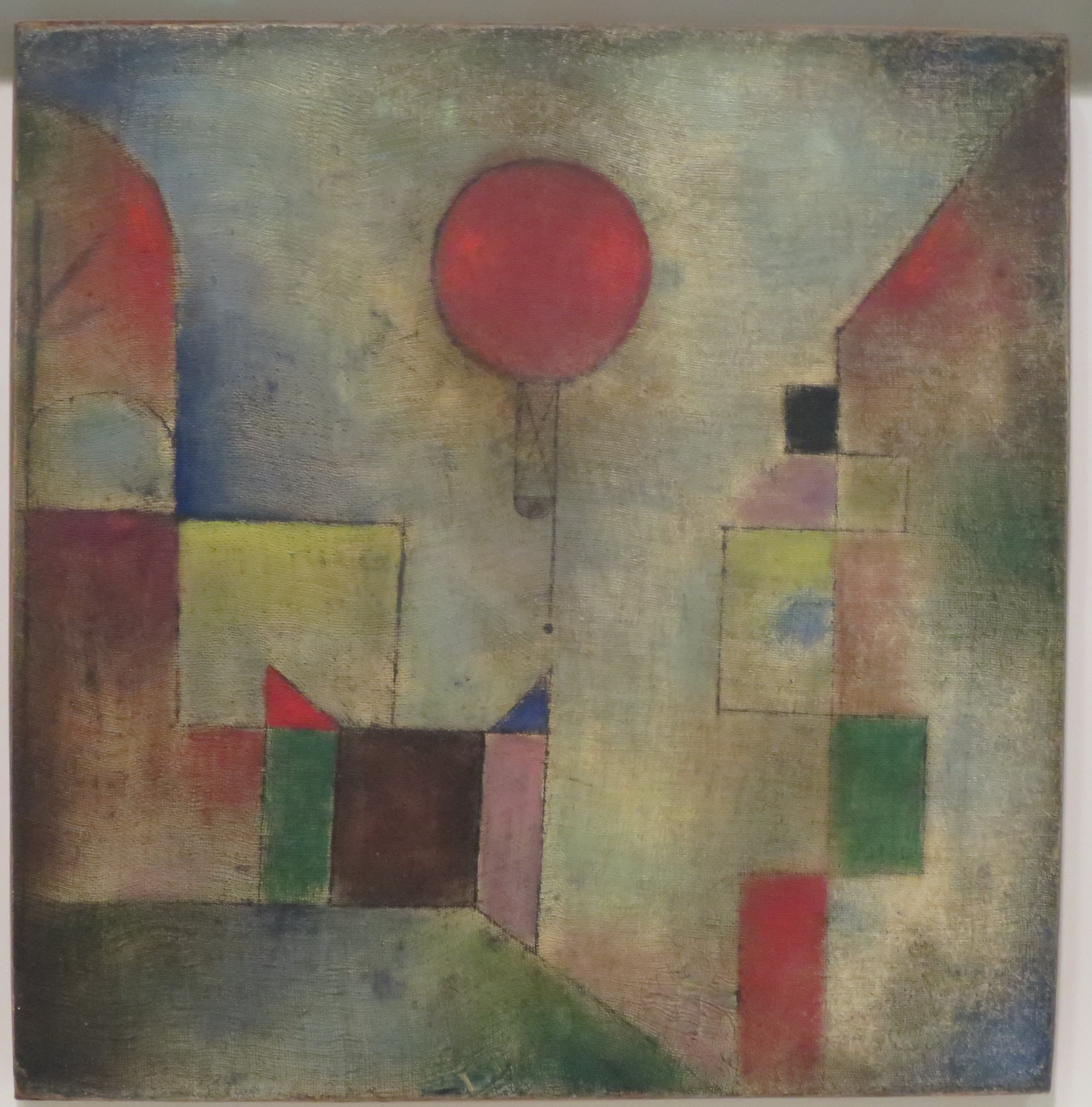
Palloncino rosso (1922)
Solomon R. Guggenheim Museum, New York

Polifonia (1932)
Museo d'arte di Basilea

Paul Klee nacque nel piccolo comune di Münchenbuchsee presso Berna, il 18 dicembre 1879, ma la famiglia si trasferì nella capitale svizzera solo qualche mese dopo. Figlio di Hans Klee (1849-1940), un professore di musica (del quale prese la cittadinanza tedesca) e della cantante Ida Frick (1855-1921), conosciutisi al Conservatorio di Stoccarda nel 1875, Klee fu anche un eccellente violinista e amante soprattutto della musica di Bach, Mozart, Beethoven e Wagner, che costituì un'importante componente nella sua formazione e un costante interesse per tutta la vita. Frequentò molto anche i teatri d'opera e di prosa.

Fra il 1898 e il 1901 si trasferì a Monaco di Baviera, a Schwabing, quartiere degli artisti. Qui frequentò l'Accademia delle belle arti di Monaco di Baviera. Franz von Stuck fu il suo professore ed entrò in contatto con la corrente artistica Jugendstil. Tra il 1902 e il 1906 si appassionò a Gustav Klimt, a William Blake e a Goya. In particolare nel 1905, quando soggiornò a Parigi per la prima volta, ebbe modo di vedere molte opere degli impressionisti e degli artisti di epoche precedenti: da Leonardo a Rembrandt. A questo periodo risalgono una serie di acqueforti oltre che 26 acquerelli su vetro.

Mito floreale (1918)

Nel mese di settembre del 1906 sposò la pianista Lily Stumpf, dalla quale ebbe un figlio. Sempre nello stesso anno espose alla mostra internazionale della Secessione di Monaco. Nel 1909 espose 2 opere alla mostra della Secessione di Berlino. Nel 1910 espose la sua prima personale al Kunst Museum di Berna. Nel 1911 conobbe artisti come August Macke, Franz Marc e Vasilij Kandinskij, con cui diede in seguito vita al gruppo del Der Blaue Reiter (Il cavaliere azzurro) con il quale esporrà a Berlino. Nello stesso anno conobbe, durante un viaggio a Parigi, Robert Delaunay, pittore simultaneo-cubista, le cui ricerche sul colore e la luce lo influenzarono. Nel 1912 espose 17 opere alla seconda mostra berlinese del Blaue Reiter.
Decisivo per il pittore fu un suo viaggio a Tunisi e ad Hammamet con Louis Moilliet e Macke, nel 1914. Ad Hammamet in particolare l'artista dedicò anche un quadro omonimo. In quei giorni Klee scrisse nel suo diario che "il colore mi ha conquistato interamente", e iniziò a prediligere nelle proprie opere le tonalità calde, tipiche di questa area geografica. Scrisse anche nello stesso anno: "Questo è il significato di quest'ora felice. Io e il colore siamo una cosa sola: sono pittore". Nell'aprile del 1914 espose a Berlino insieme a Marc Chagall. Nel 1916, quando aveva già superato i 36 anni, fu richiamato alle armi e fu congedato nel dicembre del 1918. Da rilevare come sia gli anni della guerra sia l'impegno nell'esercito non impedirono a Klee di continuare a dipingere e a disegnare. Dal 1917 cominciò ad esporre con maggiore continuità e sempre nello stesso anno una sua personale a Zurigo suscitò grande entusiasmo nei dadaisti. Sempre durante il servizio militare, nel 1918, scrisse il saggio La confessione creatrice (pubblicato nel 1920), il cui testo fornirà la base per i corsi di teoria della forma e teoria del colore che Klee terrà, a partire dal 1920, al Bauhaus di Weimar.

Dopo aver prestato servizio per tre anni nell'esercito tedesco al fronte durante la prima guerra mondiale, viene consacrato a Monaco dalla sua prima vera e propria mostra inaugurata il 17 maggio 1920 alla Galleria Goltz. Comprendeva 371 opere - tra le quali anche Angelus Novus - tra dipinti, acquarelli, sculture, disegni e fogli grafici, che lo faranno conoscere al grande pubblico internazionale.
Nel 1920 venne chiamato dall'architetto Walter Gropius ad insegnare pittura a Weimar. Klee si applicò alla didattica con entusiasmo, avendo la possibilità di organizzare in maniera più sistematica l'aspetto teorico del suo fare artistico. Nella scuola Klee svolse una forte azione equilibratrice, tanto che Gropius lo definì "l'estrema istanza morale del Bauhaus". Dai suoi allievi venne soprannominato il Buddha essendo molto distaccato da tutte le attività sociali della scuola e venne da essi considerato alla stregua di un oracolo.
Seguace della teosofia, l'esperienza si concluse nel 1931 e successivamente assunse la docenza presso l'Accademia di Düsseldorf.
 Nel 1933 Klee fu costretto dal regime nazista alle dimissioni dall'Accademia di Düsseldorf, poiché il regime giudicava la sua produzione, insieme a quella degli artisti a lui contemporanei e vicini d'esperienza, come "arte degenerata" e considerava (a torto)  ebraiche le origini familiari dell'artista.
Lasciò così la Germania per trasferirsi nuovamente nella sua città natale, dove continuò a dipingere, nonostante i gravissimi problemi di salute dovuti ad una sclerodermia progressiva manifestatasi dal 1935/36. Negli ultimi anni della sua vita chiese invano la cittadinanza svizzera, che gli fu concessa solo postuma nell'estate del 1940.
 Klee morì nel giugno di quello stesso anno nella cittadina di Muralto, vicino a Locarno.
Nel giugno 2005 è stato aperto a Berna il Zentrum Paul Klee, interamente dedicato all'artista. Esso ospita più di 4000 sue opere, oltre a spazi dedicati a convegni, a laboratori per i giovani, ad una biblioteca, a mostre tematiche. Il Zentrum è stato progettato dall'architetto genovese Renzo Piano e, nel rispetto delle primarie fonti di ispirazioni di Klee, è costruito con un ampio uso di legno ed è caratterizzato dall'onnipresenza della luce naturale.
Paul Klee dedicò alla sua passione per la musica studi approfonditi e se ne servi per chiarire i nodi dell’arte pittorica. Pierre Boulez, un noto musicista, alla visione dei quadri del pittore Paul Klee, avvenuta nel 1947 al Festival d'Avignone, in occasione della mostra organizzata da Christian Zervos, avvertì un intenso interesse per le opere di Klee. Boulez decise di dedicare uno scritto a Klee, Il Paese Fertile, nel quale tenta di spiegare il profondo legame tra Klee e la musica. Paul Klee è sin dalla nascita immerso nel mondo della musica, grazie alla sua provenienza da una famiglia di musicisti e al suo grande interesse per i compositori classici come Bach e Mozart. Secondo Klee possono essere applicate le ricchezze della musica ad altre forme di espressione ed esiste un legame strutturale tra musica e pittura ma entrambe conservano delle caratteristiche proprie. Il suo legame con la musica non si limita alla semplice descrizione, egli crea infatti strumenti (Macchina per cinguettare, 1922, olio e acquerello, Museum of Modern Art di New York) e grazie all'uso delle sfumature del colore guida i musicisti a immaginare una musica idonea.
Klee insiste sul fenomeno della composizione, ossia della combinazione degli elementi tra di loro; molte sue opere presentano un titolo ispirato alla musica ma egli cerca di restituire ai termini un senso che si distacca dal vocabolario musicale tecnico, ad esempio nell’opera Fuga in Rosso egli vuole trovare ritorni propri del linguaggio fugato (una figura principale e una secondaria che si inseguono in diverse configurazioni culminanti in combinazioni serrate). Klee riprende il principio di deduzione di Bach e lo applica all'arte visiva: da elementi semplici si fanno scaturire forme complesse. Molto importante è la trasgressione dell'ordine formale poiché altrimenti si rischierebbe una rigidità degli schemi e un eccesso di ordine potrebbe portare alla prevedibilità. Nell'opera di Klee Lampo fisiognomico del 1927 emerge il principio della dialettica che prevede la coesistenza e il superamento di elementi che si sovrappongono: vi è infatti il contrasto tra il cerchio e la linea retta, due forze in tensione.
Indicativamente, un dipinto di Klee può essere valutato per una somma di circa 7,5 milioni di euro. Klee fu anche scrittore e tra il 1898 e il 1918 scrisse i Diari, dov'è contenuta gran parte delle riflessioni sull'arte e sulla propria produzione, Teoria della forma e della figurazione, nella quale sono trasmessi i suoi insegnamenti, Nell'interregno, Concerto a Colori e gli Schizzi Pedagogici, oltre alle Poesie.

## Cronologia biografica
- 1879: nasce a Münchenbuchsee, presso Berna, da Hans-Wilhelm Klee (1849-1940), laureato al Conservatorio di Stoccarda e maestro di musica all'Accademia di Berna, figlio di Johann Peter Klee, contabile, ed Elise Göbel, e da Maria Ida Frick (1855-1921) cantante professionista. I genitori si erano conosciuti al Conservatorio di Stoccarda nel 1875. Ha una sorella maggiore (nata nel 1876) di nome Matilde, morta nel 1953.
- 1880: la famiglia si trasferisce a Berna.
- 1882: riceve i primi insegnamenti di disegno dalla nonna materna.
- 1886: frequenta la scuola primaria e inizia a prendere lezioni di violino.
- 1890: entra al Ginnasio di Berna e suona come membro dell'Orchestra municipale. Scrive novelle e poesie
- 1897: inizia a tenere un diario che prosegue, se pur in modo discontinuo, fino al 1918.
- 1898: ottiene la licenza liceale e dopo aver oscillato tra il desiderio di dedicarsi alla poesia, alla musica o alla pittura, decide per quest'ultima e si trasferisce a Monaco dove inizia lo studio della pittura e segue le lezioni di anatomia e storia dell'arte.
- 1899: conosce una pianista di nome Karoline "Lily" Stumpf (1876-1946), figlia di Ludwig Stumpf (1846–1923), un medico di Monaco e Annemarie Pohle, e tra i due nasce una relazione.
- 1900: frequenta l'Accademia di Belle Arti di Monaco e ha come condiscepolo Vasily Kandinsky.
- 1901-1902: si reca in Italia a Roma e Firenze per un viaggio di apprendistato che segna la sua nascita come pittore.
- 1903: a Berna prepara le prime acqueforti, legge molto e collabora nuovamente come violinista nell'orchestra della città.
- 1904: si reca a Monaco per incontrare la fidanzata Lily e visita il Gabinetto di grafica studiando con cura le incisioni di Beardsley, di William Blake e di Francisco Goya.
- 1905: primi quadri sotto vetro. Si reca a Parigi con gli amici e visita l'esposizione dei fauves nel Salon d'Automne.
- 1906: breve viaggio a Berlino dove visita l'Esposizione del centenario nella Galleria nazionale e il Kaiser-Friedrich-Museum. Il 15 settembre sposa, a Berna, Lilly Stumpf e si stabilisce a Monaco ed espone una serie di incisioni grafiche intitolata Inventionen alla Mostra Internazionale della Secessione di Monaco.
- 1907: 30 novembre, nasce il figlio Felix, morto il 13 agosto 1990, futuro pittore e regista teatrale. Dal matrimonio del figlio con Euphrosine Grejowa, nacque Alexander (1940-2021), anch'esso mercante e pittore.
- 1909: espone alla XIX rassegna Zeichende Künste di Berlino.
- 1910: prima personale al Kunstmuseum di Berna e Alfred Kubin acquista un suo disegno.
- 1911: Klee inizia il catalogo sistematico delle sue opere.
- 1912: partecipa con 17 opere alla seconda mostra del Der Blaue Reiter
- 1914: viaggio in Tunisia con Macke e Moilliet, mostra di Klee e Marc Chagall a Berlino.
- 1915: conosce Vasilij Kandinskij e Rainer Maria Rilke
- 1916: viene richiamato dall'esercito tedesco, realizza 81 opere, quasi tutte acquerelli
- 1917: mostre a Berlino, Zurigo, Monaco
- 1918: scrive il saggio Graphik e partecipa alla mostra internazionale della Kunsthalle di Berna. Viene congedato dall'esercito
- 1919: dipinge a olio, incontra i dadaisti Jean Arp e Tristan Tzara.
- 1920: viene chiamato da Walter Gropius al Bauhaus di Weimar.
- 1921: insegna teoria della forma al Bauhaus e espone a Berlino e ad Hannover.
- 1922: insegna teoria del colore presso il Bauhaus dove viene organizzato il congresso dei dadaisti e dei costruttivisti.
- 1924: personale a New York. André Breton lo cita nel Primo manifesto del surrealismo.
- 1925: il Bauhaus si trasferisce a Dessau, la Nationalgalerie di Berlino acquista il primo dipinto di Klee. Partecipa alla prima mostra di pittura surrealista a Parigi presso la Galerie Pierre.
- 1928: viaggio in Egitto e Bretagna. Incontra Emil Nolde a Berlino. Walter Gropius si dimette dal Bauhaus.
- 1929: prosegue la sua attività a Dessau.
- 1930: personale a New York. Si dimette dal Bauhaus.
- 1931: viaggio in Sicilia. È docente di tecnica pittorica all'Accademia di Düsseldorf, espone in questa città oltre che a Berlino e ad Hannover.
- 1932: nuovo viaggio in Italia in Trentino.
- 1933: i nazisti chiudono il Bauhaus con l'accusa di essere un "covo bolscevico"; viene perquisita la casa della famiglia Klee a Dessau.
- 1934: incontra Ernst Ludwig Kirchner. Personale a Londra.
- 1935: si riscontrano i primi sintomi di sclerodermia, malattia che lo condurrà all'invalidità totale e poi alla morte.
- 1936: realizza 25 opere.
- 1937: a Berna riceve Pablo Picasso, Georges Braque, Kirchner, Kandinskij. Realizza 264 opere di cui 17 sono incluse nella rassegna d'"arte degenerata" e 102 vengono rimosse dai musei tedeschi.
- 1938: dipinge opere di grande formato.
- 1939: dipinge e produce 1.253 opere, chiede la cittadinanza svizzera inutilmente.
- 1940: personale alla Kunsthaus di Zurigo con 213 opere degli ultimi 5 anni. In primavera viene ricoverato a Locarno-Muralto, dove muore il 29 giugno.
- 1940: 5 luglio. Il Consiglio comunale di Berna concede la cittadinanza svizzera a Paul Klee.

## Concezione della pittura
(Paul Klee)
Klee intende l'arte non come semplice rappresentazione della realtà (come era stato per i realisti o naturalisti fiamminghi), bensì come indagine che svela i meccanismi più profondi e nascosti della natura.
Nel caso di Klee è arduo parlare di "realtà": la sua pittura nasce tutta nella sua immaginazione. "Immaginazione" in un'accezione totale, come analisi estrema di figure e sensazioni, fisiche e psicologiche, condotta incessantemente come esercizio spirituale necessario e vitale per esplorare e giustificare la propria presenza nel mondo. Un esercizio che talora prende forma di progetto e che genera la materializzazione, appunto, di un'immagine. L'immagine è il frutto ultimo di una riflessione strenua su di sé e sul proprio pensiero, frutto generato con cura e attenzione estreme, catalogato accuratamente e riposto con amore per sempre, come la spoglia di un bambino, in attesa di una resurrezione.
In occasione di una sua mostra a Jena del gennaio 1924, Klee tenne un famoso discorso che l'artista successivamente mise per iscritto durante il suo periodo al Bauhaus, e che fu pubblicato per la prima volta postumo nel 1945, con il titolo Über die moderne Kunst (Sull'arte moderna), presso l'editore Benteli di Berna. In esso, Klee espone l'immagine comparativa dell'albero, delle sue radici e della chioma, in cui l'artista ha la funzione del tronco, cioè di mediatore per "raccogliere e tramandare ciò che viene dal profondo". Secondo Klee, le "dimensioni specifiche della pittura" sono soprattutto gli elementi formali limitati come "la linea, il chiaroscuro e il colore". Di particolare importanza sono i colori che non possono essere determinati né con una misura di lunghezza, né con la bilancia:
Per questo vorrei chiamare i colori qualità. Il colore è prima di tutto qualità. In secondo luogo è peso, perché non ha soltanto un valore di colore, ma anche un valore di luminosità. Terzo esso è pure misura, perché oltre ai valori precedenti possiede i suoi limiti, il suo contorno, la sua estensione, la sua misurabilità»
(Paul Klee)

## Opere

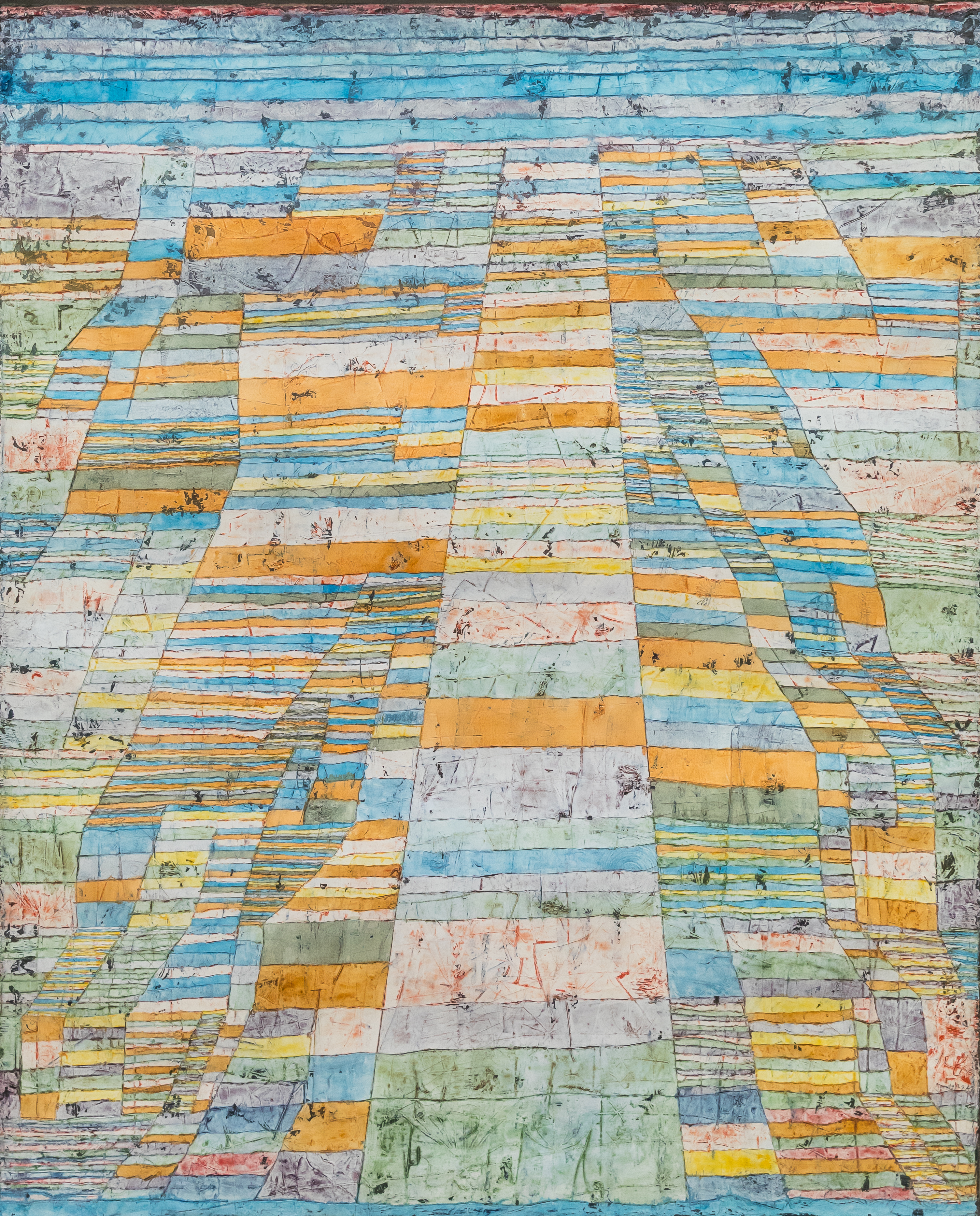
Strada principale e strade secondarie (1929)
Ludwig Museum (Colonia)

- Villa R., 1919, olio su cartone, 26 x 22 cm, Kunstmuseum (Basilea)

E sempre visti con gli occhi di un bambino sembrano alcuni elementi di Villa R., opera dominata da sagome fantastiche e da una villa costruita con forme geometriche che ricordano quelle delle scatole di costruzione usate dai bambini. Di fronte all'abitazione colpisce la strada rosso porpora che percorre tutto il dipinto lungo una diagonale da sinistra a destra.
In primo piano campeggia la misteriosa lettera R: essa appare come un ricordo lontano che il pittore associava forse nelle memorie infantili alla villa.
- Strada principale e strade secondarie, 1929, olio su tela, 83 x 67 cm, Ludwig Museum (Colonia)

Il quadro è realizzato a linee incrociate che simulano la planimetria di una città (da cui il titolo). L'effetto complessivo del dipinto propone un'attuale riflessione sulla realtà metropolitana che, già negli anni 30, diventava paesaggio artificiale totale escludendo qualsiasi varietà morfologica.
Gli ampi quadrati, più o meno regolari e a scacchiera, propongono una città dove l'uomo modifica pesantemente il paesaggio e ricorda soprattutto i campi coltivati lungo il Nilo "scoperto" nel 1928 durante un viaggio in occasione del suo cinquantesimo compleanno. In questo dipinto il ricordo del Nilo è rappresentato dalla striscia azzurra in basso. I rosa tenui, i verdi, gli azzurri, i violetti, le varie sfumature di arancione e ocra raffigurano la terra e l'acqua, la primavera e la fertilità, e fissano in termini pittorici l'essenza del Ka, cioè lo spirito millenario dell'Egitto. Questa struttura "a strisce" ricorda anche uno spartito musicale, un riferimento alla sua passione mai estinta per la musica.
- Porto fiorente, 1938, tempera su carta montata su tela, 75 x 165 cm, Kunstmuseum (Basilea)

Opera importante soprattutto perché rappresentativa dell'ultimo periodo della pittura di Klee. Nel 1935 infatti è colpito da una grave malattia che lo consumerà fino alla morte.
In questo frangente Klee abbandona il formato "miniaturistico" per opere dalle dimensioni più importanti, le pennellate da delicate e leggere diventano pesanti e talvolta cupe, trasformando l'ordine del cosmo e traducendolo in un sapiente gioco di incastri e linee.
Il disegno si svolge tra il marrone della banchina e l'azzurro del cielo (rappresentato alto e da una sottile linea come nei disegni dei bambini). All'interno di questi due confini si estende la caotica vita portuale, delineata da silhouette di navi, macchie d'olio, gru o galleggianti rappresentati come figure essenziali, quasi come ideogrammi.
- Foglie figurate (Figurale Blätter, 1938[10]) : rappresentazione di figure antropomorfe racchiuse all'interno delle foglie di un albero stilizzato, presunto tentativo di sintesi artistica fra forme di vita organiche e spiriti della materia.[11][12]

Paul Klee ebbe nella sua vita molti legami con la musica, la conosceva così bene da poter aspirare ad una carriera da strumentista, oltre ad avere genitori e moglie che lavoravano nel mondo della musica. In virtù di questo suo legame ed amore nei confronti della sfera musicale ha dipinto molte opere che fanno chiaro riferimento a questo ambito, essendo spesso presenti delle rielaborazioni di elementi musicali trasferiti in pittura.
- Il Don Giovanni bavarese, 1919, acquerello e inchiostro su carta, Solomon R. Guggenheim Museum (New York)

Paul Klee prediligeva suonare classici, in quanto i compositori del passato avevano secondo lui rispetto della forma. Uno degli autori da lui più amato era Mozart. In questo quadro fa infatti riferimento all’opera lirica Don Giovanni di questo compositore raffigurandone il protagonista stesso. Forma e testo sono spesso presenti in ugual misura nelle opere di Klee, infatti anche in questa opera oltre alla figura del Don Giovanni sono raffigurati i nomi di alcune conquiste amorose del protagonista.
- L'ordine del contro-Do, 1921

In questo quadro è presente una figura e segni rivisti sotto forma cubista con molti legami con la musica come per esempio C che indica i 4/4 di una battuta musicale. Il musicista Pierre Boulez ha riscontrato una similitudine tra questo quadro e il “Secondo pezzo per quartetto d’archi” di Stravinskij. Klee infatti ha sposato gli ideali antiromantici e l’umorismo neoclassico che caratterizzava tutti gli artisti del suo tempo e questo è visibile nella sua opera e in quella di Stravinskij.
- Macchina per cinguettare, 1922, olio e acquerello, Museum of Modern Art (New York)

Klee in questo caso inventa una sorta di nuovo strumento, dalle forme e dalle linee si intravede infatti un carillon per bambini con 4 uccellini appoggiato su una manovella. Molti musicisti hanno anche provato a inventare una musica adatta a questo giocattolo, in quanto, dalla semplice osservazione, si può percepire un suono. La tecnica usata consisteva nel disegnare su carta coperta da pigmento nero ed in seguito utilizzare l’olio e l’acquerello. Pierre Boulez in questo quadro ha anche trovato una coincidenza con la macchina di tortura nominata dallo scrittore Kafka in Nella colonia penale.
- Monumento al limite del paese fertile, 1929, Sammlung Rosengart (Lucerna)

Il titolo dell’opera proviene da una frase scritta da Paul Klee in una lettera a sua moglie in cui le descrive ciò che ha rappresentato nel quadro. Dipinge infatti la vista che gli si presenta guardando dalla cima della Valle dei Re, luogo di sepoltura dei faraoni, verso la terra fertile presente tra le alture desertiche. Il paesaggio rappresentato è astratto, composto da stratificazioni di colori che vengono paragonati da lui stesso ad una polifonia musicale. La sovrapposizione di colori, oltre che la lettura su più piani del quadro, ricordano la sovrapposizione di voci all’interno di un brano polifonico.
- Emacht, 1932

Paul Klee in un periodo della sua vita adotta uno stile molto più geometrico. È il caso di questo quadro caratterizzato dalla tecnica del puntinismo. I vari puntini cambiano colore e sono divisi da linee, vi è infatti una convivenza tra l’elemento lineare e quello cromatico. Il musicista Pierre Boulez trova una coincidenza tra questo quadro e gli “Opus 15,16,17” di Weber. Quest’ultimo infatti utilizza linee vocali avvolte da puntini distaccati, ovvero le varie note staccate e ravvicinate tra di loro. Sia Klee che Weber vogliono dare l’idea di piccoli impulsi ed entrambi riescono nel loro intento attraverso mondi diversi, quello pittorico per Klee e quello musicale per Weber.
- Bianco polifonicamente incastonato, 1930

In questo caso il legame con la musica è palese, in quanto nel titolo stesso vi è la parola polifonia. Il colore bianco centrale è infatti incastonato polifonicamente, poiché da quel punto vi è un’espansione progressiva di colori. La sovrapposizione tra riquadri di colori diversi ricorda quello che avviene in un canto polifonico, in cui vi è una sovrapposizione di più temi musicali.

## Scritti di Paul Klee
- Über das Licht, traduzione del saggio di R. Delaunay La lumière, in Der Sturm', anno III, nº 144-145, Berlin 1913.
- Schöpferische Konfession, in Tribüne der Kunst und Zeit, a cura di K. Edschmid, Erich Reiss, vol. XIII, Berlino 1920, parzialmente ripubblicata da W. Hausenstein in Kairuan oder eine Geschichte vom Maler Klee und von Kunst dieser Zeit, Kurt Wolf, München 1921, trad. it. completa in Teoria della forma e della figurazione, vol. I, Feltrinelli, Milano, 1959.
- Klees Biographie nach Angaben des Künstlers, in H. von Wedderkop, Paul Klee, Junge Kunst, vol. XIII, Klinkhardt & Biedermann, Leipzig 1920, anche in Eine biographische Skizze nach eigenen Angaben des Künstlers, in Der Arat, secondo numero straordinario, Paul Klee, Goltzverlag, München 1921.
- Die Ausstellung des modernen Bundes im Kunsthaus, Zürich, in Die Alpen, anno VI, nº 12, Bern 1921.
- Über den Wert der Kritik, in Der Arat, anno II, München 1921.
- Wege des Naturstudiums, in Staatliches Bauhaus Weimar 1919-1923, Bauhaus, Weimar und Karl Nierendorf, Köln, Bauhausverlag, Weimar und München 1923, trad. it. in Teoria della forma e della figurazione, vol. I, Feltrinelli, Milano 1959.
- Über die moderne Kunst, Benteli, Bern 1945, trad. it. in Teoria della forma e della figurazione, vol. I, Feltrinelli, Milano 1959.
- Pädagogisches Skizzenbuch, Bauhausbücher nº 2, herausgegeben von W. Gropius und L. Moholy-Nagy, Albert Langen, München 1925, ed. it. Quaderno di schizzi pedagogici, a cura di M. Lupano, Vallecchi Firenze, 1979.
- Wassili Kandinsky, in Katalog der Jubiläumsausstellung zum 60. Geburtstage von W. Kandinsky, Galerie Arnold, Dresden 1926.
- Emil Nolde, in Festschrift zum 60. Geburtstag von E. Nolde, Neue Kunst Fides, Dresden 1927.
- Exakte Versuche im Bereiche der Kunst, in Bauhaus, Vierteljahrzeitschrift für Gestaltung, anno II, nº 2-3, Dessau 1928, ripubblicato col titolo di Paul Klee spricht in Junge Menschen kommt ans Bauhaus, Dessau 1929, trad. it. Esperienze esatte nel campo dell'arte, in Teoria della forma e della figurazione, vol. I, Feltrinelli, Milano 1959.
- Tagebücher von Paul Klee 1898-1918, Verlag M. DuMont Schauberg, Köln 1957, ed. it., Diari 1898-1918, prefazione di Giulio Carlo Argan con una nota di F. Klee, trad. it. di A. Foelkel, Il Saggiatore, Milano 1960-1995.
- Das bildnerische Denken (Benno Schwabe & Co., Basel 1956), a cura di J. Spiller, ed. it. Teoria della forma e della figurazione, vol. I, a cura di M. Spagnol e R. Sapper, trad. it. di M. Spagnol e Francesco Saba Sardi, introduzione di Giulio Carlo Argan, Feltrinelli, Milano 1959.
- Unendliche Naturgeschichte (Benno Schwabe & Co., Basel 1970), ed. it. Teoria della forma e della figurazione. Storia naturale infinita, vol. II, trad. it. di C. Mainoldi, Feltrinelli, Milano 1970.
- Gedichte, a cura di F. Klee, ed. it. Poesie, a cura di G. Manacorda, Guanda, Parma 1978-1995.
- Briefe an die Familie, vol. I: 1893-1906; vol. II: 1907-1940, a cura di F. Klee, DuMont Buchverlag, Köln 1979.

## Galleria d'immagini

Hammamet (1914)
Paesaggio miracoloso (1920)
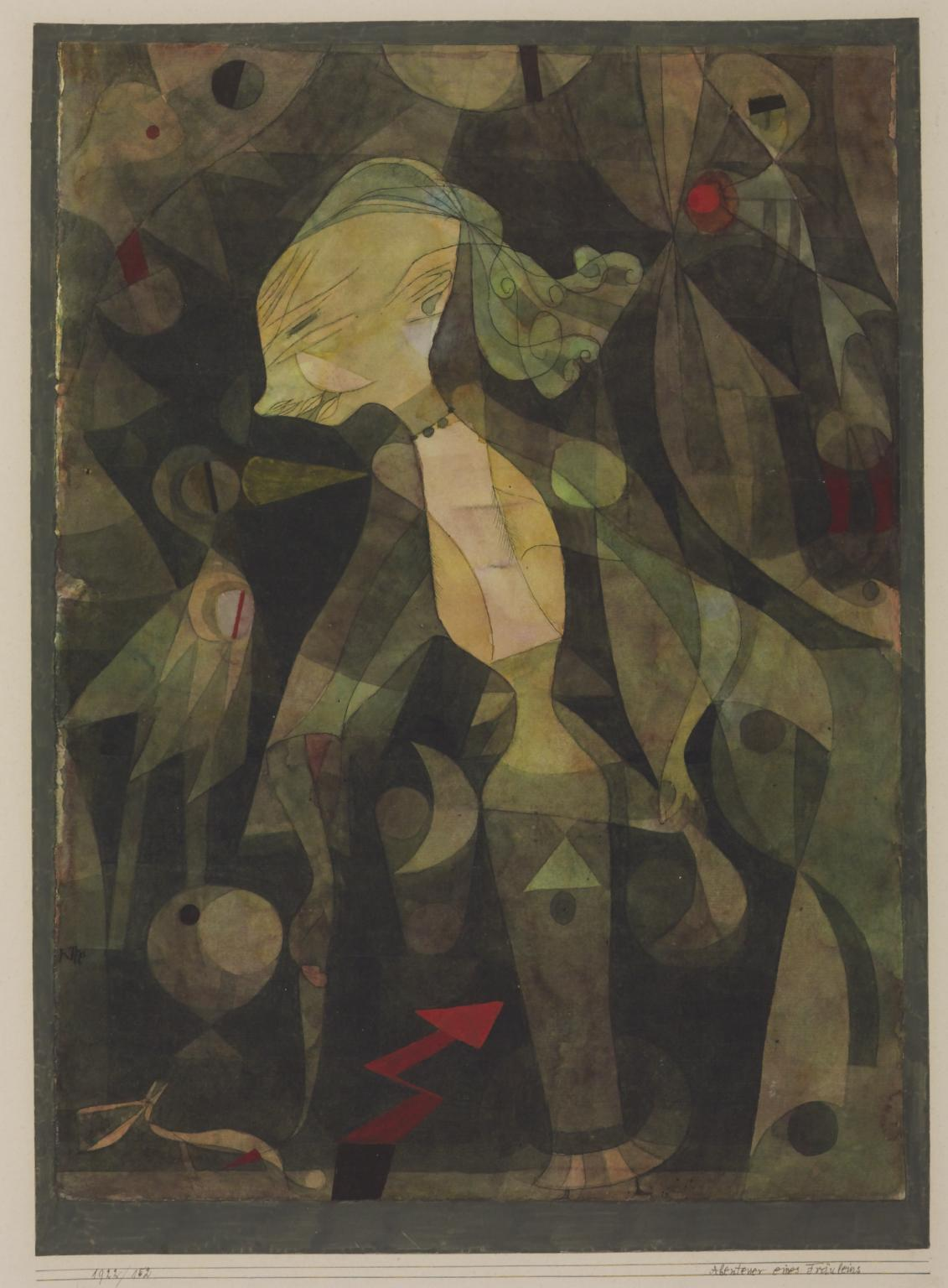
L'avventura d'una ragazza (1921)
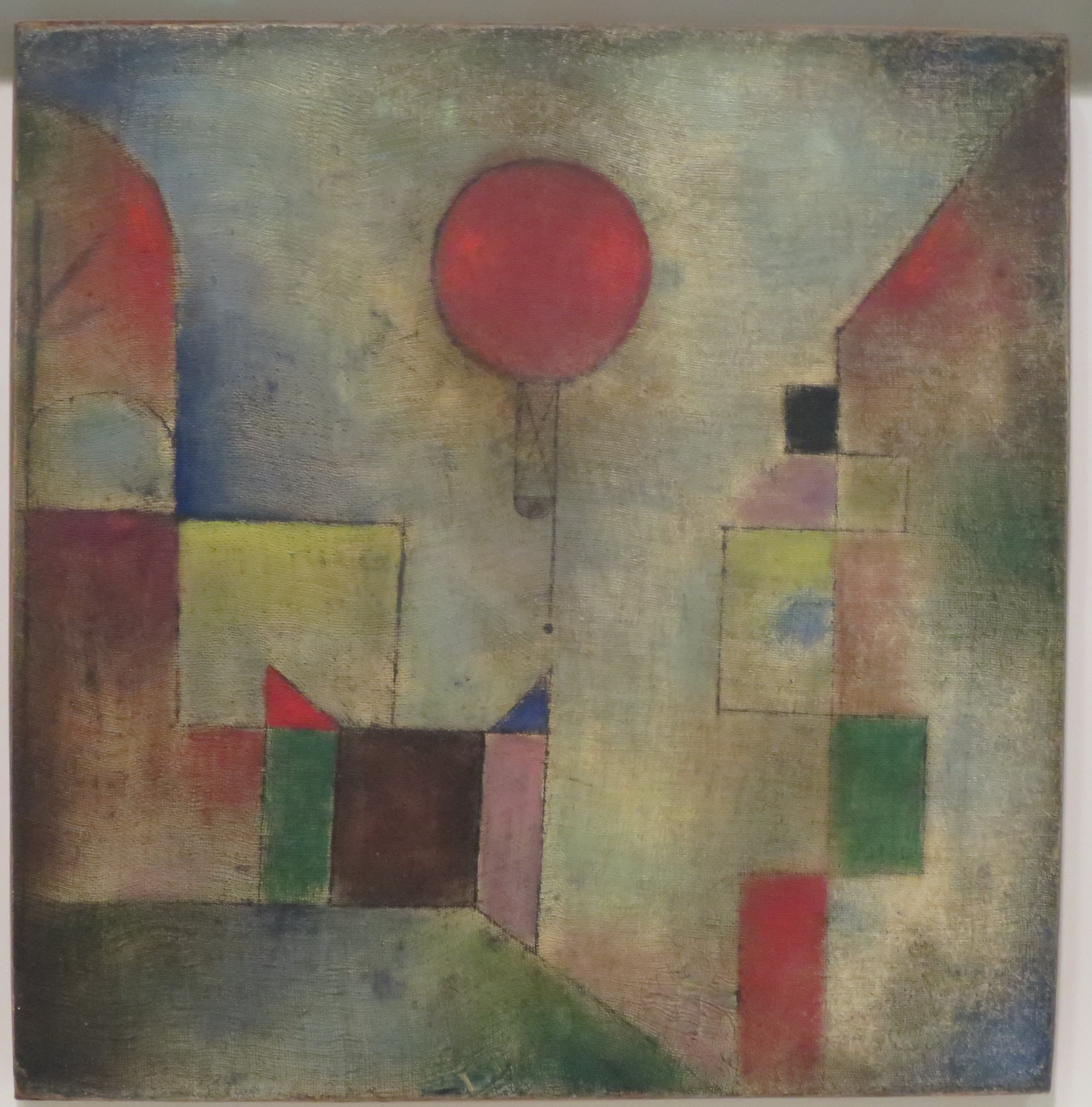
Palloncino rosso (1922)
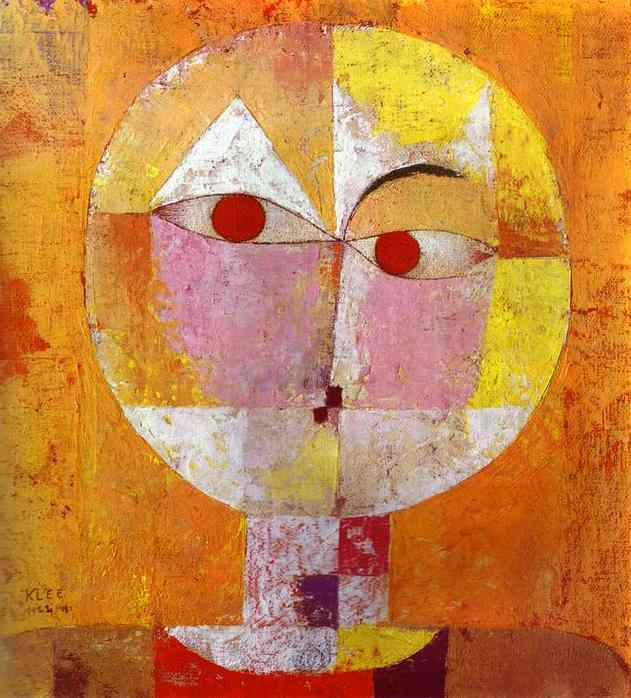
Senecio (1922)
Paesaggio con uccelli gialli (1923)
Pesce magico (1925)
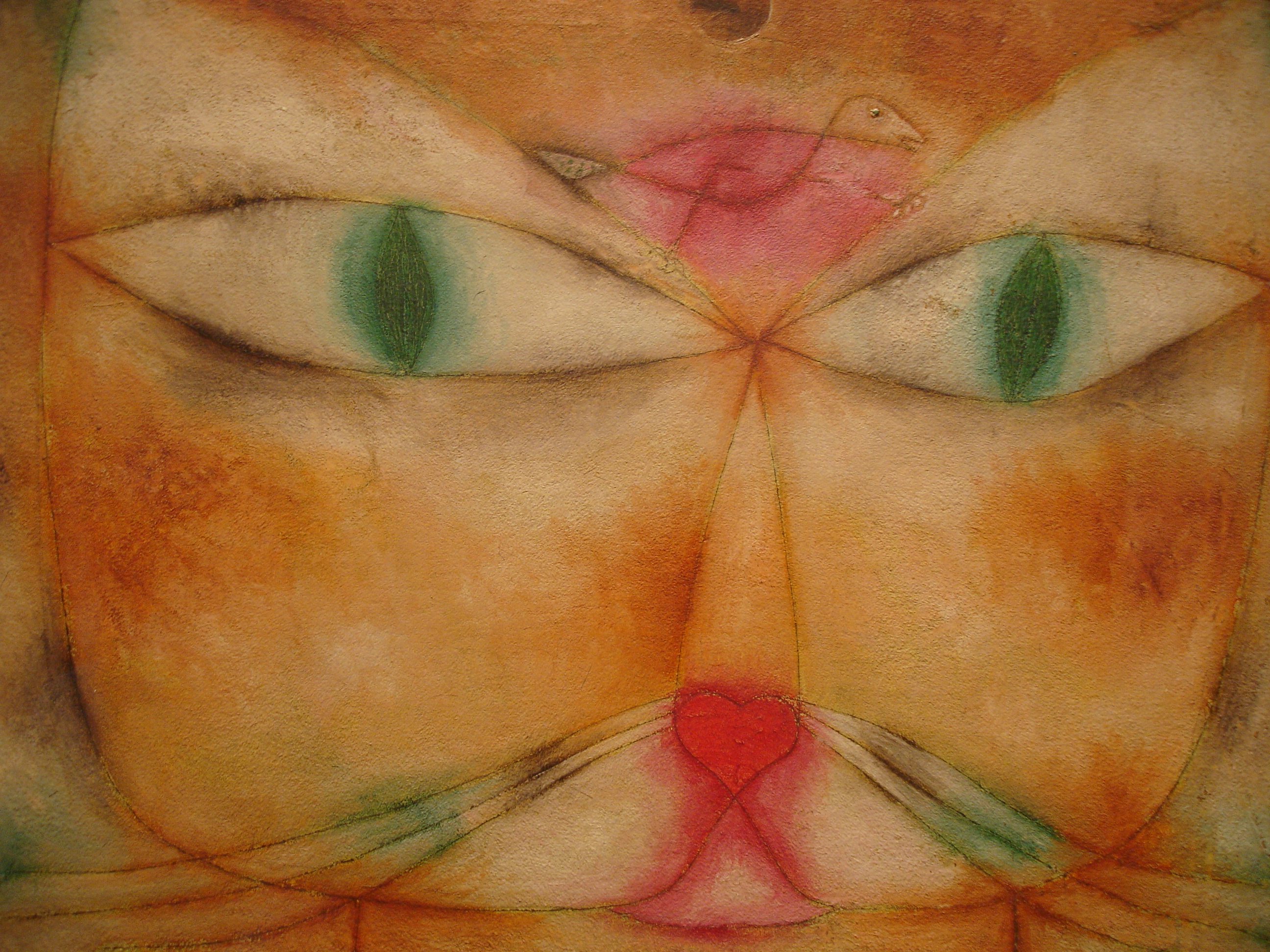
Gatto e uccello (1928)
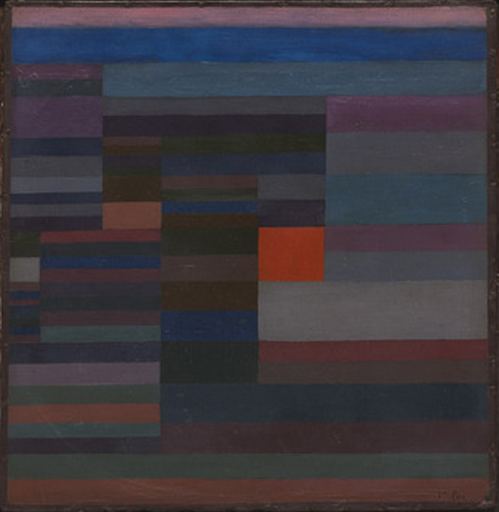
Fuoco nella sera (1929)
Maschera di paura (1932)
L'Uomo del futuro (1933)
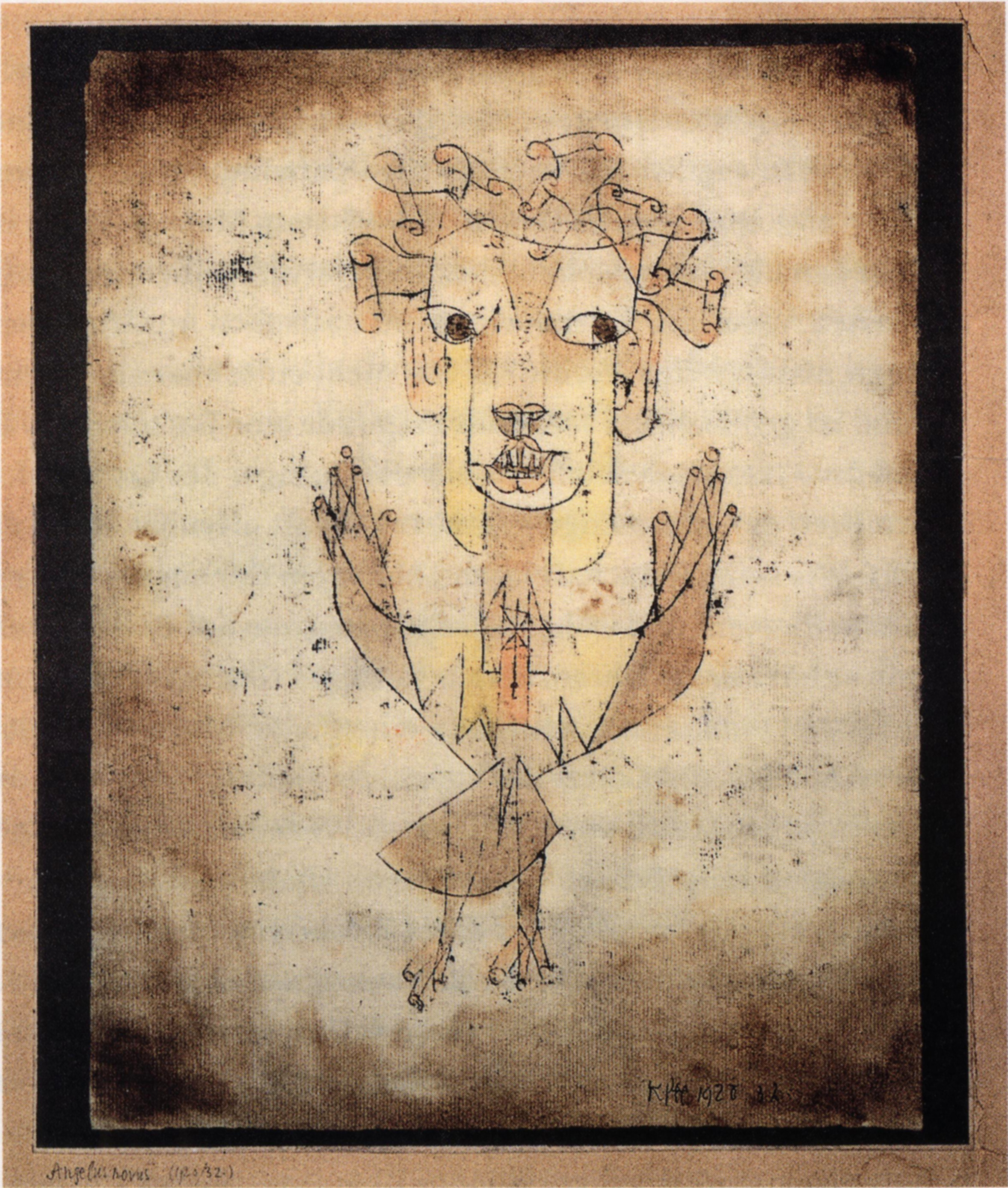
Angelus Novus (1920)